# F-52B
ドコモ らくらくホン らくらくスマートフォン F-52B（ドコモ らくらくホン らくらくスマートフォン エフ ゴーニー ビー）は、FCNTが開発したNTTドコモの第5世代移動通信システム（5G）と第3.9世代移動通信システム（Xi）のデュアルモード端末である。ドコモ らくらくホンの一つ。

## 概要
本端末はらくらくホンで初めてとなる5G対応端末となる。富士通の携帯電話事業完全撤退後初のらくらくホンでもある。

## 特徴・機能
既存のF-42Aと外形寸法を据え置きながら、ディスプレイを5.0インチ Full HD+に大画面・高解像度化。大画面化に際しては、村田製作所との共同開発により、タッチ一体ディスプレイの背面に同社が開発した圧電フィルムセンサ「Picoleaf」を搭載することで、「arrows」などの一般的なスマートフォンと同じ構造で歴代「らくらくスマートフォン」と同じく「らくらくタッチパネル」の実装を実現している。また、電池容量をF-42Aの約1.6倍となる3,400mAhに大容量化したことで電池持ちも向上された。「おまかせズーム」はスライダーで拡大率の変更が可能となったほか、ユーザーがよく利用する拡大率を学習し、自動で拡大率を合わせて表示されるように簡易化された。
「らくらくホンセンター」や「らくらくコンシェルジュ」のサポートサービスに加え、困っている症状を診断して設定の自動変更や改善策の提案を行う診断サポートを搭載。詐欺対策機能も強化され、F-42Aに搭載されている迷惑電話・メール対策機能に加え、arrows We F-51Bにも搭載されているフィッシング詐欺警告機能が搭載された（注意喚起のみを行う機能のため、機能が作動したときには周囲の人や警察への相談が推奨されている）。基本性能もニューノーマルに合わせて強化され、マスク着用によってこもった相手の声を聞き取りやすく補正する「マスク補正モード」や自分の声が小さい時に自動的に送話音量をアップする「はっきりマイク」を搭載している。
カメラはマクロカメラを追加した「らくらくスマートフォン」シリーズ初の2眼カメラとなったことで至近距離での撮影に対応したほか、ハードキーであるホームボタンに指紋認証機能が内蔵され、あらかじめ設定を済ませることで画面の指示に従ってホームボタンを押すだけでロック解除が可能となった。
健康サポート機能では、製薬会社のエーザイが開発したブレインパフォーマンス（脳の健康度）セルフチェックツール「のうKNOW」（非医療機器）をスマートフォンとして初めて搭載され、トランプを使ったチェックにより脳年齢や脳の健康度（集中力スコア・記憶力スコア）を知ることが可能である（年4回まで無料）。
また、市販の外付けワイヤレスディスプレイアダプタを接続したテレビ（又はMiracast内蔵テレビ）へ簡単な操作で出力が可能な「かんたん画面出力」も搭載された。
ワンセグテレビ機能も搭載されている。機能使用時はイヤホン端子に、付属のイヤホンケーブルを接続しアンテナとして利用する。

## 歴史
- 2021年10月6日 - 2021-2022冬春モデルの1機種として開発を発表[4]。
- 2022年
  - 2月14日 - 発売日を発表[5]。
  - 2月24日 - 発売。

## アップデート
最新のアップデートを実施した場合、過去に実施したすべてのアップデートが適用される。ただし、2022年10月31日のアップデートが適用されていない場合は先にこのアップデートを適用する必要がある。
2022年4月20日のアップデート
- カメラアプリの不具合（起動できない場合がある）が改善される
- スクリーンショットに関する不具合（端末を横画面表示にして保存した際に正しく表示されない場合がある）が改善される
- セキュリティパッチが更新され、設定メニューのセキュリティパッチレベルが2022年4月となる
- ビルド番号がV14R069AからV15R070Dへ変更される

2022年7月26日のアップデート
- スケジュールアプリの不具合（通知の設定をオンに変更できない場合がある）が改善される
- セキュリティパッチが更新され、設定メニューのセキュリティパッチレベルが2022年5月となる
- ビルド番号がV15R070DからV18R074Aへ変更される

2022年9月5日のアップデート
- トップ画面と標準ホーム画面の配色テーマに4色追加される
- ニュースアプリ「News Suite」が搭載される
- 電話帳アプリの不具合（登録されている住所が正しく表示されない場合がある）が改善される
- セキュリティパッチが更新され、設定メニューのセキュリティパッチレベルが2022年8月となる
- ビルド番号がV18R074AからV19R076Cへ変更される

2022年10月31日のアップデート
- まれに電源再起動を繰り返す場合がある不具合が改善される
- セキュリティパッチが更新され、設定メニューのセキュリティパッチレベルが2022年10月となる
- ビルド番号がV19R076CからV20R077Bへ変更される

2023年1月16日のアップデート
- アプリのデータ使用量確認時の不具合（使用サイクルを選択した際に画面が正しく表示されない場合がある）が改善される
- セキュリティパッチが更新され、設定メニューのセキュリティパッチレベルが2022年12月となる
- ビルド番号がV20R077BからV21R078Bへ変更される

2023年3月14日のアップデート
- 品質改善が実施される
- セキュリティパッチが更新され、設定メニューのセキュリティパッチレベルが2023年2月となる
- ビルド番号がV21R078BからV22R079Bへ変更される

2023年5月8日のアップデート
- 品質改善が実施される
- セキュリティパッチが更新され、設定メニューのセキュリティパッチレベルが2023年4月となる
- ビルド番号がV22R079BからV23R080Aへ変更される